# Liz Callaway
Liz Callaway (Chicago, 13 aprile 1961) è una doppiatrice, cantante e attrice statunitense.

## Biografia
Figlia di Shirley e John Callaway, ha una sorella,  Ann Hampton, anch'essa cantante e attrice.
È sposata con l'attore Dan Foster da cui ha avuto un figlio, Nicholas.

## Carriera
Ha esordito a Broadway nel 1981 nel musical Merrily We Roll Along di Stephen Sondheim e da allora è tornata a recitarvi regolarmente, apparendo, tra i vari, in Cats, Miss Saigon e Baby, per cui ha ottenuto una candidatura per il Tony Award alla miglior attrice non protagonista in un musical.
Callaway è nota soprattutto per la sua opera di doppiatrice e, in particolare, per aver prestato la propria voce ai personaggi di Odette ne L'incantesimo del lago (1994), Anastasia in Anastasia (1997) e Jasmine nei film Il ritorno di Jafar e Aladdin e il re dei ladri.
Nel 2023 ha ricevuto una candidatura per il Grammy Award al miglior album vocale pop tradizionale per il suo album "To Steve With Love".

## Filmografia (parziale)

### Cinema
- Professore per amore (The Rewrite), regia di Marc Lawrence (2014)

### Doppiaggio
- La bella e la bestia (Beauty and the Beast), regia di Gary Trousdale e Kirk Wise (1991)
- Il ritorno di Jafar (The Return of Jafar), regia di Toby Shelton, Tad Stones, Alan Zaslove (1994)
- L'incantesimo del lago (The Swan Princess), regia di Richard Rich (1994)
- Pocahontas, regia di Mike Gabriel e Eric Goldberg (1995)
- Aladdin e il re dei ladri (Aladdin and the King of Thieves), regia di Tad Stones (1996)
- Anastasia, regia di Don Bluth e Gary Goldman (1997)
- Il re leone II - Il regno di Simba (The Lion King II: Simba's Pride),regia di Darrell Rooney e Rob LaDuca (1998)
- Bartok il magnifico (Bartok the Magnificent), regia di Don Bluth e Gary Goldman (1999)

## Doppiatrici italiane
Nelle versioni italiane dei suoi film, Liz Callaway è stata sostituita come doppiatrice da:
- Lorena Brancucci[5] in Il ritorno di Jafar e Aladdin e il re dei ladri
- Marjorie Biondo in L'incantesimo del lago
- Tosca in Anastasia
- Renata Fusco in il re leone II - Il regno di Simba